# Irlanda al Festival de la Cançó d'Eurovisió Júnior
Irlanda va ser un dels països que van debutar al Festival de la Cançó d'Eurovisió Júnior en 2015.
El 23 de març de 2015, la televisió irlandesa TG4 va confirmar el seu debut al Festival de la Cançó d'Eurovisió Júnior 2015, el qual va suposar la seva primera participació en aquest festival. Aquesta és la radiodifusora que representa el país en aquest festival a diferència del d'adults, que és a càrrec de RTÉ.
Segons el Supervisor Executiu del festival d'aquell moment, Vladislav Yakovlev, ja havien mantingut converses amb TG4 des de l'agost de 2014, però a causa que no tenien el finançament necessari per participar en 2014, van decidir plantejar-se seriosament fer-ho en 2015.

## Història
TG4 originalment tenia la intenció de debutar al concurs de 2014 a Marsa, Malta, però va requerir finançament de la Broadcasting Authority of Ireland, que va ser rebutjat.
Irlanda va debutar al concurs quan TG4 va participar en el concurs de 2015 a Sofia, Bulgària, quan la cançó "Réalta na mara" interpretada per Aimee Banks va ocupar el 12è lloc en un camp de 17 països.
Tot i haver confirmat inicialment la seva participació al concurs de 2020 a Varsòvia, Polònia, el gener de 2020, TG4 va anunciar l'agost de 2020 que no participarien en el concurs a causa de la pandèmia de la COVID-19. Al febrer de 2021, TG4 va confirmar la seva participació al concurs de 2021 a França.

### Junior Eurovision Éire
Junior Eurovision Éire és un programa de televisió irlandès que ha servit com a final nacional d'Irlanda per al Festival de la Cançó d'Eurovisió Junior des del debut del país el 2015. El programa va ser presentat per Eoghan McDermott de 2015 a 2019. Entre 2015 i 2018, el programa va seleccionar tant la cançó com l'artista, mentre que el 2019 i el 2021 el programa només va seleccionar l'artista i la cançó es va seleccionar internament. McDermott va abandonar el programa el 2021 i va ser substituït per Louise Cantillon.

## Participacions
Llegenda
| Any                         | Seu         | Artista            | Cançó              | Lloc | Punts |
| --------------------------- | ----------- | ------------------ | ------------------ | ---- | ----- |
| 2015                        | Sofia       | Aimee Banks        | «Réalta Na Mara»   | 12   | 36    |
| 2016                        | La Valletta | Zena Donnelly      | «Bríce Ar Bhríce»  | 10   | 122   |
| 2017                        | Tbilisi     | Muireann McDonnell | «Súile Glasa»      | 15   | 54    |
| 2018                        | Minsk       | Taylor Hynes       | «I.O.U.»           | 15   | 48    |
| 2019                        | Gliwice     | Anna Kearney       | «Banshee»          | 12   | 73    |
| No hi va participar el 2020 |             |                    |                    |      |       |
| 2021                        | París       | Maiú Levi Lawlor   | «Saor (Disappear)» | 18   | 44    |
| 2022                        | Erevan      | Sophie Lennon      | «Solas»            | 4    | 150   |
| 2023                        | Niça        | Jessica McKean     | «Aisling»          | 16   | 42    |
| 2024                        | Madrid      | Enya Cox Dempsey   | «Le Chéile»        | 15   | 55    |
| 2025                        | Tbilisi     |                    |                    |      |       |